# Gregori Dóra
Gregori Dóra (Budapest, 1988. április 14. –) magyar szépségkirálynő és modell.

## Élete
A Magyar Táncművészeti Főiskolán szerzett diplomát klasszikus balettművész szakon 2008-ban, majd tanulmányait 2010-ben a Mozgássérültek Pető András Nevelőképző és Nevelőintézete konduktor szakán folytatta.
2010. november 28-án megnyerte a VAM Design Centerben megrendezett Miss Hungary 2010 versenyt.